# Canthigaster capistrata
Canthigaster capistrata és una espècie de peix de la família dels tetraodòntids i de l'ordre dels tetraodontiformes.

## Hàbitat
És un peix marí, de clima tropical i associat als esculls de corall.

## Distribució geogràfica
Es troba a les illes de l'Atlàntic oriental central.

## Observacions
És inofensiu per als humans.